# 劳夫
劳夫是德国巴登-符腾堡州的一个市镇。总面积15.01平方公里，总人口3836人，其中男性1908人，女性1928人（2011年12月31日），人口密度256人/平方公里。